# کاتسومی فوکوهارا
کاتسومی فوکوهارا (انگلیسی: Katsumi Fukuhara؛ زادهٔ 24 August) صداپیشگی اهل ژاپن است. وی از سال ۲۰۱۵ میلادی تاکنون مشغول فعالیت بوده‌است.